# Michael Drewsen
Michael Drewsen, född 15 oktober 1804 på Strandmøllen norr om Köpenhamn, död 26 februari 1874 i Köpenhamn, var en dansk industriman och politiker; son till Johan Christian Drewsen. 
Drewsen var tillsammans med sin äldre bror, Christian Drewsen, verksam vid pappersfabrikerna på Strandmøllen, Ørholm och Nymølle, men hans namn är särskilt knutet till pappersfabriken i Silkeborg, som han anlade 1844 och från den 1 januari 1865 var ensamägare av, men som han sålde redan 1869 utan lämna nämnda stad. Han räknas som det moderna Silkeborgs grundläggare.
Drewsen blev redan 1848 ledamot av den grundlagsstiftande riksförsamlingen och såväl 1849 som 1854 invaldes han i Folketinget. Sistnämnda år var han ivrig ledare i kampen mot ministeriet Anders Sandøe Ørsted. Han samverkade i detta med De Nationalliberale; men utpräglat frisinnad, som han var, inordnade han sig inte i något parti. Den stora jylländska adressdeputationen, i vilken han nämnda år var så verksam för, fick inte tillträde till kungen; personligen var dock Drewsen väl sedd av Fredrik VII, som besökte honom i Silkeborg.

## Utmärkelser
- Förtjänstmedaljen i guld,  1845[2]
- Kommendör av Dannebrogorden,  1855[2]

[Redigera Wikidata]